# Ruivães (Vieira do Minho)
Ruivães é uma povoação portuguesa do Município de Vieira do Minho que foi sede da extinta Freguesia de Ruivães, freguesia que tinha 31,26 km² de área e 738 habitantes (2011), e, por isso, uma densidade populacional de 23,6 hab/km².
A Freguesia de Ruivães foi extinta (agregada) em 2013, pela reorganização administrativa de 2012/2013, tendo o seu território passado a integrar a então criada União das Freguesias de Ruivães e Campos.
Reclinada numa vertente da serra da Cabreira, o território da antiga Freguesia de Ruivães fica situado na margem esquerda do rio Rabagão e do rio Cávado, sendo atravessado pelo rio Saltadouro. Além da sede, a Freguesia de Ruivães englobava os lugares de Arco, Espindo, Frades, Honras (Botica, Santa Leocádia, Soutelos e Paradinha), Picota, Quintã, Vale, Vila e Zebral.

## População
| População da freguesia de Ruivães | População da freguesia de Ruivães | População da freguesia de Ruivães | População da freguesia de Ruivães | População da freguesia de Ruivães | População da freguesia de Ruivães | População da freguesia de Ruivães | População da freguesia de Ruivães | População da freguesia de Ruivães | População da freguesia de Ruivães | População da freguesia de Ruivães | População da freguesia de Ruivães | População da freguesia de Ruivães | População da freguesia de Ruivães | População da freguesia de Ruivães |
| --------------------------------- | --------------------------------- | --------------------------------- | --------------------------------- | --------------------------------- | --------------------------------- | --------------------------------- | --------------------------------- | --------------------------------- | --------------------------------- | --------------------------------- | --------------------------------- | --------------------------------- | --------------------------------- | --------------------------------- |
| 1864                              | 1878                              | 1890                              | 1900                              | 1911                              | 1920                              | 1930                              | 1940                              | 1950                              | 1960                              | 1970                              | 1981                              | 1991                              | 2001                              | 2011                              |
| 1 225                             | 1 392                             | 1 558                             | 1 640                             | 1 744                             | 1 596                             | 1 576                             | 1 685                             | 1 927                             | 1 937                             | 1 384                             | 1 345                             | 1 094                             | 931                               | 738                               |

## História
Em tempos, a freguesia foi reitoria da apresentação do reitor de Santa Maria de Veade. Chamou-se antigamente Vilar de Vacas e vem mencionada pela primeira vez em documentos de 1426. Pertenceu à Casa de Bragança e à província de Trás-os-Montes.
Foi uma das «Sete Honras de Barroso» e constituiu, em conjunto com a freguesia de Campos, o couto de Ruivães. Foi vila e sede de concelho extinto em 31 de Dezembro de 1853. Em 1836 pertencia à comarca de Chaves e, em 1842, como julgado e concelho, reunia as freguesias de Cabril, Campos, Covelo do Gerês, Ferral, Pondras, Reigoso, Ruivães, Salto, Venda Nova e Vila da Ponte. Com a extinção do concelho em 1853 as freguesias passaram para o concelho de Montalegre, com a excepção de Ruivães e Campos que passaram a integrar o concelho (atual município) de Vieira do Minho. Tinha, em 1849, 6 232 habitantes.
Possuía forca no lugar da Tojeira, da qual já não resta qualquer testemunho ou vestígio.
Em 1695 existia já o morgado de Ruivães, de que foi seu instituidor Gervásio da Pena Miranda. Deste descende toda uma linha de ilustres capitães-mores, senhores da Casa de Dentro.
Além das invasões francesas, Ruivães foi palco de acesas lutas entre liberais e miguelistas e numa das suas casas esteve aquartelado Paiva Couceiro e suas tropas em 1919. Do último capitão-mor de Ruivães, miguelista convicto, conta-se que terá sido assassinado por ordens dos liberais vitoriosos em 8 de Junho de 1832, quando seguia de sua casa — Casa de Dentro — para o Gerês, a tomar águas. Foi, também, palco do Combate de Ruivães.

## Património
- Pelourinho de Ruivães
- Ponte de Mizarela ou Ponte dos Frades, no lugar de Frades (na outra margem, o lugar de Sidrós - Vila Nova - freguesia de Ferral - concelho de Montalegre)
- Ponte de Rês e o Caminho de Ruivães, classificados como conjunto de interesse público em Outubro de 2020.
- Gravuras rupestres do Zebral ou Laje dos Cantinhos
- Casa de Dentro "Capitão-mor"- casa de elevado interesse arquitectónico, convertida em Turismo de Habitação
- Cemitério de S. Cristóvão
- Ponte do Caldeirão, Zebral
- Serradela, zona de lazer
- Geira Romana - troço da Geira Romana que ligava Braga (Bracara Augusta) a Astorga (Asturica), passando por Chaves (Aquae Flaviae).

## Património Religioso
- Igreja paroquial de Ruivães
- Capela da Roca
- Capela de N. Srª da Saúde, em Vale
- Capela de N. Srª dos Remédios, na Botica
- Capela de N. Srª do Amparo, em Frades
- Capela de Stª Isabel, em Espindo
- Capela de S. Pedro, em Zebral
- Diversas Alminhas e nichos religiosos espalhados pela freguesia.
- Capela de Santa Teresa de Jesus

## Ponte da Misarela e Lenda da Misarela
A Ponte de Misarela fica a cerca de 1 km da confluência do Rio Rabagão e do rio Cávado, próximo da povoação de Frades, e era a única ligação que permitia passar para a outra margem, pertencente ao concelho de Montalegre. Segundo a lenda, esta ponte foi construída pelo Diabo.
Havia um mau homem em terras de Além Douro, a quem a justiça, encarniçadamente perseguía, por vários crimes e que sempre escapava, como conhecedor que era dos esconderijos proporcionados pela natureza. Apertado, porém, muito de perto, embrenhou-se um dia no sertão e, transviado, achou-se de repente à borda de uma ribeira torrencial, em sítio alpestre e medonho, pelo alcantilado dos penedos e pelo fragor das águas que ali se despenhavam em furiosa catadupa. Apelou o malvado para o Anjo-Mau e tanto foi invocá-lo que o Diabo lhe apareceu. “Faz-me transpor o abismo e dou-te a minha alma”, disse-lhe. O Diabo aceitou o pacto e lançou uma ponte sobre a torrente. O réprobo passou e seguiu sem olhar para trás como lhe fora exigido, mas pouco depois sentiu grande estrépito, como de muitas pedras que se derrocavam, e ninguém mais ouviu falar da improvisada ponte. Os anos volveram e, enfim, chegou a hora do passamento. Moribundo e arrependido, confessou ao sacerdote o seu pacto. Este foi ao sítio da ponte e tratou igual pacto com o Diabo. A ponte reapareceu e o sacerdote passou, mas tirando rápido, um ramo de alecrim, molhou-o na caldeirinha que levava oculta, três vezes aspergiu, fazendo o sinal da cruz e pronunciando as palavras sacramentais dos exorcismos. O mesmo foi fazê-lo que sumir-se o Demónio, deixando o ar cheio de um vapor acre e espesso, de pez e resina, de envolta com cheiro sufocante de enxofre, ficando de pé a ponte.

## Festas e Romarias
São várias as festas e romarias realizadas na antiga freguesia, a saber: a 13 de Junho celebra-se o St.º António nos lugares da Botica e de Zebral; o S. Pedro em Zebral celebra-se no último fim-de-semana de Junho; em Julho, celebra-se a Festa de St.ª Isabel em Espindo, a Festa de N. Sr.ª da Saúde em Vale e, a Festa de N. Sr.ª do Amparo em Frades, no primeiro, segundo e terceiro fim-de-semana, respectivamente; as Festas de Ruivães (Vila, Quintã e Picota) celebram-se no terceiro fim-de-semana de Agosto em honra de St.ª Bárbara, St.ª Teresa, S. Cristóvão e S. Sebastião; em Setembro, nos dias 7 e 8, celebra-se a Festa de N. Sr.ª dos Remédios, na Botica.